# Deutsche Botanische Gesellschaft
Deutsche Botanische Gesellschaft (DBG) is de naam van de grootste botanische vereniging uit het Duitse taalgebied. De vereniging houdt zich bezig met de botanie op nationaal en internationaal terrein. In 1882 is de vereniging in Eisenach opgericht door Nathanael Pringsheim. Er zijn meer dan 900 leden uit 17 landen aangesloten bij de vereniging. 
De vereniging bestaat uit meerdere secties die worden geleid door gerenommeerde wetenschappers op het gebied van biodiversiteit en evolutiebiologie, plantenfysiologie en moleculaire biologie, mycologie en lichenologie, fycologie en fytochemie. 
De vereniging organiseert meerdere activiteiten voor haar leden. Iedere twee jaar wordt een week durend wetenschappelijk congres georganiseerd in een Duitstalige universiteit. Dit congres is gevuld met voordrachten, beeldpresentaties en botanische excursies. Tijdens dit congres worden ook diverse wetenschapsprijzen uitgereikt. Verder organiseren de afzonderlijke secties werkgroepen.
In samenwerking met de Koninklijke Nederlandse Botanische Vereniging is DBG verantwoordelijk voor de inhoud van het botanische tijdschrift Plant Biology.